# ويليام جاي سباركس
ويليام جاي سباركس (بالإنجليزية: William J. Sparks)‏ هو مهندس وكيميائي أمريكي، ولد في 26 فبراير 1905، وتوفي في 23 أكتوبر 1976 في كورال غيبلز في الولايات المتحدة.

## وصلات خارجية
- ويليام جاي سباركس على موقع الموسوعة البريطانية (الإنجليزية)